# Eckhard Waschnewski
Eckhard Waschnewski (* 8. Oktober 1956 in Seelow) ist ein deutscher evangelischer Pfarrer und Politiker (DDR-CDU, CDU). 1990 gehörte er der letzten Volkskammer der DDR an.

## Leben und Beruf
Waschnewski wuchs als Sohn eines Hilfsarbeiters auf. Nach dem Besuch der Oberschule wechselte er 1973 aufs Kirchliche Oberseminar Hermannswerder, das er 1976 mit dem Abitur verließ. Daraufhin studierte er Theologie am Katechetischen Oberseminar in Naumburg und legte das erste theologische Examen ab. Nach zwei Jahren als Vikar war Waschnewski seit 1983 als Pfarrer tätig, zunächst in der evangelisch-lutherischen Kirche in Großbrembach, von 1999 bis zu seinem Eintritt in den Ruhestand im Januar 2024 in der Klosterkirche Thalbürgel. In dieser Zeit organisierte er den Konzertsommer im Kloster Thalbürgel.
Seit 1992 gehörte er zudem dem Landesvorstand des Deutschen Familienverbandes in Thüringen an. Außerdem ist er Vorsitzender des Stiftungsvorstands der Stiftung Klosterkirche Thalbürgel.
Waschnewski ist verheiratet und Vater von vier Kindern.

## Politik
1986 trat Waschnewski in die CDU ein. Von 1989 bis zu seinem Umzug 1999 war er stellvertretender Vorsitzender des CDU-Kreisverbands Sömmerda. Bei der Volkskammerwahl 1990 wurde er über den Listenplatz 13 der CDU im Wahlkreis Erfurt in die Volkskammer gewählt, der er bis zu deren Auflösung zum 2. Oktober 1990 angehörte.